# رود ویوکسا
رود ویوکسا (انگلیسی: Vyoksa) یک رودخانه در استان کوسترومای کشور روسیه است.